# Lemie
Lemie est une commune italienne de moins de 1 000 habitants située dans la ville métropolitaine de Turin, dans la région Piémont, dans le Nord-Ouest de l'Italie.

## Administration
| Période                                  | Période | Identité | Étiquette | Qualité |
| ---------------------------------------- | ------- | -------- | --------- | ------- |
|                                          |         |          |           |         |
| Les données manquantes sont à compléter. |         |          |           |         |

### Hameaux
Chiampetto, Chiandusseglio, Chiot, Forno, Pian Saletta, Saletta, Villa di Lemie, Villaretti.

### Communes limitrophes
Ala di Stura, Balme, Mezzenile, Usseglio, Viù, Condove.